# ماري تايلر مور
ماري تايلر مور (بالإنجليزية: Mary Tyler Moore)‏ (مواليد 29 ديسمبر 1936 - 25 يناير 2017). مولودة في بروكلين، نيويورك، الولايات المتحدة، هي ممثلة أمريكية بدأت مسيرتها الفنية عام 1957. كما أنها من الفائزات بـ7 جوائز إيمي وجائزة غولدن غلوب. اشتهرت بتمثيلها دور الزوجة المرحة بمسلسل ذا ديك فان دايك شو، كما قامت بدور المدافعة عن حقوق المرأة في مسلسل ذا ماري تايلر مور شو.

## روابط خارجية
- ماري تايلر مور على موقع IMDb (الإنجليزية)
- ماري تايلر مور على موقع ميتاكريتيك (الإنجليزية)
- ماري تايلر مور على موقع الموسوعة البريطانية (الإنجليزية)
- ماري تايلر مور على موقع روتن توميتوز (الإنجليزية)
- ماري تايلر مور على موقع قاعدة بيانات الأفلام العربية
- ماري تايلر مور على موقع ألو سيني (الفرنسية)
- ماري تايلر مور على موقع تيرنر كلاسيك موفيز (الإنجليزية)
- ماري تايلر مور على موقع أول موفي (الإنجليزية)
- ماري تايلر مور على موقع قاعدة بيانات برودواي على الإنترنت (الإنجليزية)
- ماري تايلر مور على موقع قاعدة بيانات الأفلام السويدية (السويدية)